# Rhodostrophia adulterina
Rhodostrophia adulterina là một loài bướm đêm trong họ Geometridae.